# De mundi sensibilis atque intelligibilis forma et principiis
De mundi sensibilis atque intelligibilis forma et principiis (dt.: „Von der Form der Sinnen- und Verstandeswelt und ihren Gründen“) ist eine 1770 verfasste Schrift des Philosophen Immanuel Kant. Sie entstand 1770, am Ende seiner sogenannten „vorkritischen Periode“, enthält aber bereits einige wichtige Elemente von Kants späterem Hauptwerk der theoretischen Philosophie, der Kritik der reinen Vernunft. „De mundi ...“ ist Kants Inaugural-Dissertation, die er vor dem Antritt seines Amtes als Ordentlicher Professor der Logik und Metaphysik an der Universität Königsberg in lateinischer Sprache abliefern musste und die er am 21. August 1770 gemeinsam mit Marcus Herz verteidigte.
In seiner Schrift unterscheidet Kant deutlich die Sinnes- von der Verstandeswelt und die dazugehörigen menschlichen Erkenntnisvermögen und Prinzipien (§ 3ff.) Er trennt scharf zwischen zwei unabhängigen und nicht aufeinander zurückführbaren Erkenntnisbereichen und -Quellen: einer Sinnenwelt (mundus sensibilis) als Inbegriff der Phänomene, wie sie den Sinnen erscheinen und der Verstandeswelt (mundus intelligibilis) als Inbegriff der an sich seienden gedanklichen Gehalte. Als Metaphysik bezeichnet Kant diejenige Philosophie, die „die ersten Grundsätze des Gebrauchs des reinen Verstandes enthält“ (§ 8); sie habe streng darauf zu achten, „dass die (...) Grundsätze der sinnlichen Erkenntnis nicht ihre Grenzen überschreiten und das Intellektuelle affizieren“ (§ 24). Darüber hinaus formuliert Kant in dieser Schrift die Lehre, dass Zeit (§ 14) und Raum (§ 15) nicht objektive Gegebenheiten seien, sondern Formen („Schemata und Bedingungen“, § 13) der sinnlichen Anschauung endlicher Subjekte, die der sinnlichen Erfahrung vorausliegen – eine Auffassung, die auch zu den zentralen Lehrstücken der „Kritik der reinen Vernunft“ gehört. Die Gegenstände der Moralphilosophie hingegen würden „nur durch den reinen Verstand erkannt“ (§ 9).
Kants Versuch, die Gedanken seiner Dissertation zu präzisieren und zu ergänzen – in § 30 stellt er eine „sorgfältigere Nachforschung“ in Aussicht – münden in einen umfangreichen Reflexions- und Strukturierungsprozess, der schließlich 1781, nach über zehnjähriger Arbeit und schriftstellerischem „Schweigen“, in sein theoretisches Hauptwerk, die „Kritik der reinen Vernunft“, mündete.

## Ausgaben
- Gesammelte Schriften (Akademieausgabe), Bd. 2 (1912), S. 385–419, nur das lateinische Original, mit Apparat von Erich Adickes und Emil Thomas S. 511–515.
- Werke, Bd. V (ed. Wilhelm Weischedel 1958 u.ö.), S. 7–107, mit einer Übersetzung von Norbert Hinske.
- Über die Form und die Prinzipien der Sinnen- und Geisteswelt, Meiner, Hamburg 1958 u.ö., mit einer Übersetzung von Klaus Reich.
- Dissertation de 1770, Vrin, Paris 2007, mit verbessertem lateinischen Text und einer Übersetzung ins Französische von Arnaud Pelletier.